# M-Beat
Marlon Hart (nacido en 1976), conocido profesionalmente como M-Beat, es un músico y productor musical británico, especializado en el género jungle. Obtuvo tres hit singles entre los 20 primeros en la lista de sencillos del Reino Unido: «Incredible» (con General Levy) en el puesto 8, «Sweet Love» (una versión de la canción de Anita Baker con Nazlyn) en el puesto 18 (ambos de 1994) y «Do U Know Where You're Coming From» (con Jamiroquai) en el puesto 12 en 1996; También ha producido remezclas para relanzamientos de «Keep On Movin'» de Soul II Soul (1996) y «Gabriel» de Roy Davis Jr. (1997), que alcanzaron el puesto 31 y 22 en la lista, respectivamente. Su tío es Sly Dunbar.

## Biografía

### Primeros años e «Incredible»
Marlon Hart nació en 1976 de padres jamaicanos, y es del East End de Londres. Su padre es Junior Hart, quien se ganaba la vida organizando fiestas y creó H Jam Productions en 1988; su primo y tío de Marlon es Sly Dunbar. En febrero de 1995, Music Week informó que Junior se había «encontrado por primera vez con M Beat [sic] hacia finales de 1989, después de verlo tocar la batería en un grupo escolar», a lo que respondió dándole a Marlon una estación de trabajo de audio, y que decidió fundar Renk Records en marzo de 1990 como una salida para las obras de Marlon después de quedar impresionado por ellas., y que el primer lanzamiento de Marlon y Renk fue «Let's Pop an E» ese mes. Sus obras constituyeron la música selvática, género que se destaca por su autosuficiencia.
Una de las obras de Hart tomó sample s del General Levy, un entonces vocalista de reggae, que luego colaboró con Marlon en «Incredible»; los recuerdos varían en cuanto a cómo surgió la colaboración: Levy usó una entrevista de marzo de 1995 con Billboard para afirmar que se comunicó con Marlon después de escuchar su voz sampleada en una pista de jungle, y Junior usó una entrevista de marzo de 2021 con Test Pressing para afirmar que se puso en contacto con Levy después de que Fashion Records, el empleador de Dunbar, le pusiera su tema «Heat». Tras su lanzamiento, la pista se ubicó en el puesto 39 en la lista de sencillos del Reino Unido en junio de 1994; la pista fue luego eliminada y luego relanzada, en la que llegó al puesto número 8 más tarde ese año. Comentarios hechos por Levy a The Face después de que él y Marlon actuaran en un concierto en el Ayuntamiento de Waltham Forest provocaron que un grupo de músicos de jungle formaran el «Jungle Committee», un grupo de DJ formado para lidiar con la insubordinación percibida de Levy; DJ Rap, que desafió la prohibición, dijo más tarde en un documental deChannel 5 que había recibido un mes de amenazas de muerte por haber puesto la canción en la lista de reproducción. Marlon y Levy trabajarían juntos más tarde en «Unique», que aparecería en el álbum New Breed de Levy, que fue lanzado en 1999.

### Lanzamientos posteriores
En septiembre de 1994, después de que Marlon y Levy tocaran «Incredible» en Top of the Pops, Hart conoció a Sinéad O'Connor, quien lo invitó a remezclar su sencillo «Fire on Babylon». Más tarde ese año, Hart lanzó «Sweet Love», una versión de la canción de Anita Baker que incluía a Nazlyn, una vocalista radicada en Londres, y Kenny Wellington de Light of the World en la trompeta, que se ubicó en el puesto 18 en la lista de sencillos del Reino Unido. En 1996, colaboró con Jamiroquai en su sencillo «Do U Know Where You're Coming From», que llegó al puesto 12, y más tarde ese año contribuyó con remixes para una reedición de «Keep On Movin'» de Soul II Soul que se ubicó en el puesto 31 en la lista de sencillos del Reino Unido.
Su último lanzamiento en Renk fue «Morning Will Come», una colaboración con Junior Giscombe; poco después firmó con XL Recordings, y produjo un remix de «Gabriel» de Roy Davis Jr., que apareció en el relanzamiento de XL en 1997, que se ubicó en el puesto 22 de la lista de sencillos del Reino Unido. Los lanzamientos y reediciones posteriores de M-Beat se realizaron sin el permiso de Marlon; según un artículo de DJ Mag de enero de 2022, Marlon recibió dinero de bolsillo en lugar de regalías, se quedó sin hogar a los 21 años «a los pocos meses» de lanzar «Do You Know Where You're Coming From» después de ser expulsado de la casa familiar después de una discusión con su padre, aceptó un trabajo como taxista y luego asumió puestos como consultor de TI para McLaren y Lloyds Bank, volviendo a hacer música después de encontrar insatisfactorios sus trabajos de consultoría.